# Erich Strack

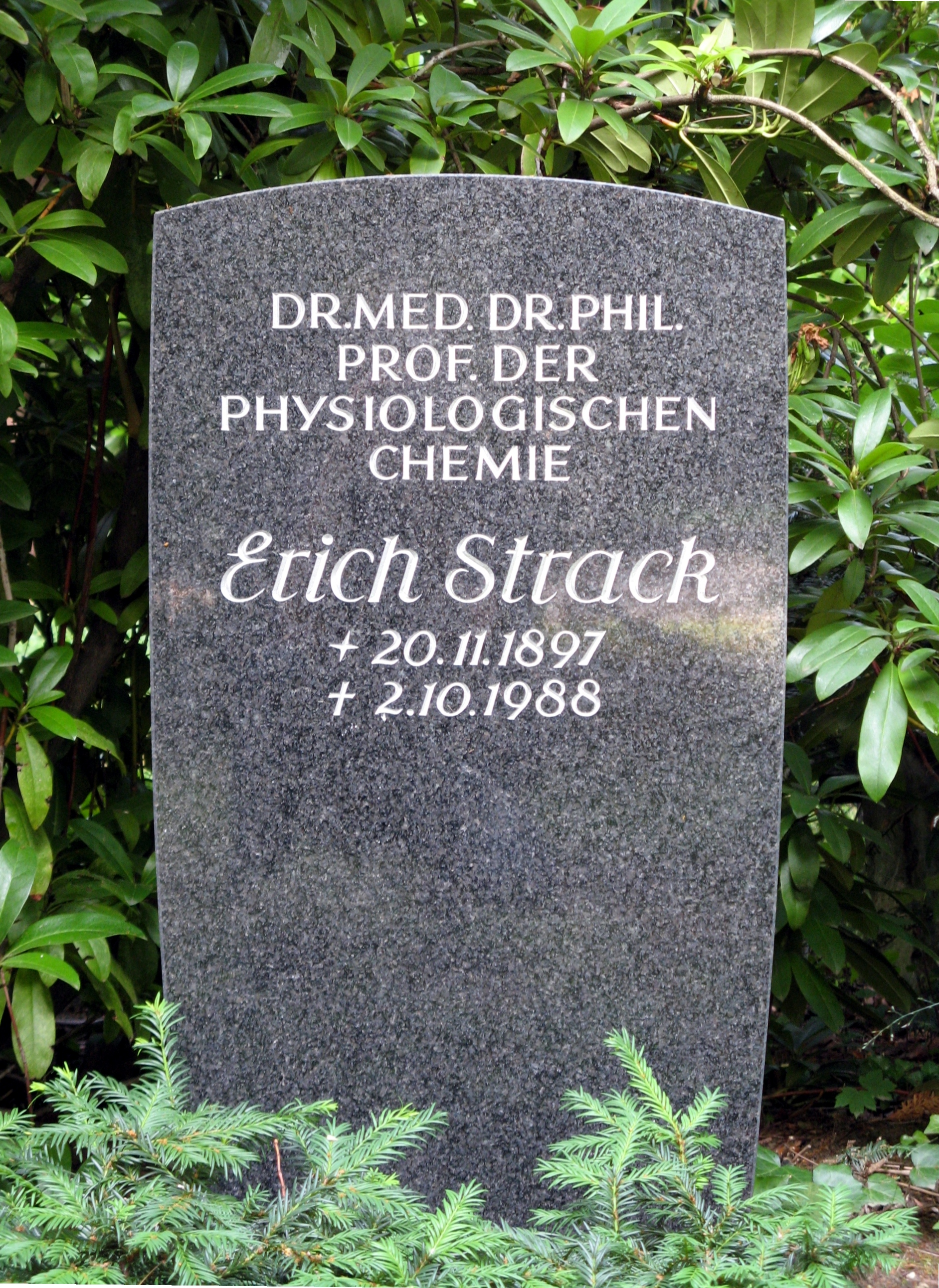
Grabstein Stracks auf dem Leipziger Südfriedhof

Erich Martin Emil Strack (* 20. November 1897 in Wollin; † 2. Oktober 1988 in Leipzig) war ein deutscher Mediziner und Chemiker.
Während des Ersten Weltkrieges musste Erich Strack seine Ausbildung am Gymnasium wegen Einberufung zum Kriegsdienst abbrechen. Er war Soldat an der Westfront bis zum Kriegsende 1918. Danach legte er das Abitur ab und begann ein Medizinstudium an der Universität Greifswald. Dieses schloss er 1923 ab und promovierte 1924 zum Dr. med. mit der Dissertation „Nachuntersuchung über Basedowfälle“. Von 1924 an war er Assistent bei Fritz Wrede am Physiologisch-Chemischen Institut der Universität Greifswald und studierte gleichzeitig Chemie, da er erkannt hatte, dass weitere Fortschritte in der Physiologie nur durch die Methoden der exakten Naturwissenschaften erreicht werden konnten. Auch das Chemiestudium schloss er mit einer Dissertation zum Thema „Über die Reaktion von Schwefelkohlenstoff mit einigen Diaminen und Guanidinen“ ab und wurde 1928 zum Dr. phil. promoviert. Bei Wrede wurde er auf die „Basen des Tierkörpers“, wie Spermin, Spermidin, Pyocyanin, Putrescin, Cholin und Carnitin aufmerksam, die seinen weiteren wissenschaftlichen Weg begleiten sollten. Durch das Chemiestudium zweiseitig ausgebildet, folgte er 1929 einem Angebot aus den bescheidenen Greifswalder Verhältnissen an das damals weltbekannte Leipziger Institut für Physiologische Chemie, das unter der Leitung von Prof. Dr. Karl Thomas stand.
In Leipzig konnte Strack unter wesentlich günstigeren materiellen Bedingungen arbeiten, und es zeichneten sich bereits zu dieser Zeit seine zukünftigen beiden Hauptarbeitsgebiete ab: die Entwicklung einer Methode der kontinuierlichen Infusion zur Untersuchung von Stoffwechselprozessen und die Untersuchung der Funktion und des Metabolismus körpereigener Betaine und Basen, insbesondere von Carnitin. 1931 habilitierte sich Strack für das Fach der Physiologie mit der Dissertation „Versuche über ganz einseitige Ernährung“ und erwarb die Venia Legendi. Obwohl er damit die Voraussetzungen für die Laufbahn eines Hochschullehrers erbracht hatte, wurde ihm eine Ernennung auf Grund seiner politischen Haltung versagt.
Strack lehnte den nationalsozialistischen Staat ab und ließ anderen gegenüber auch keinen Zweifel an seiner Gesinnung. Er musste deshalb in der Folgezeit Repressalien erdulden und erleben, dass er bei Ernennungen lange Zeit übergangen wurde. Erst 1938 wurde er zum außerplanmäßigen, 1939 zum planmäßigen außerordentlichen Professor für Stoffwechselphysiologie ernannt. Der Zweite Weltkrieg verhinderte jedoch eine weitere kontinuierliche wissenschaftliche Arbeit, weil immer mehr Mitarbeiter eingezogen wurden und man die Forschung auf kriegswichtige Themen beschränkte. Nach dem großen Luftangriff auf Leipzig am 4. Dezember 1943 musste sie schließlich völlig eingestellt werden, weil mit großen Teilen der Stadt auch das Viertel des Universitätsklinikums in Schutt und Asche gesunken war. Das Physiologisch-Chemische Institut brannte mit dem Physiologischen Institut total aus, so dass die Zukunft einer physiologisch-chemischen Forschung völlig aussichtslos erschien. Nach der Kapitulation Leipzigs und dem Einmarsch amerikanischer Truppen im April 1945 wurden auf Befehl der amerikanischen Militärregierung alle Hochschullehrer interniert und in die spätere amerikanische Besatzungszone transportiert.
Bis 1948 mussten die meisten Internierten in Weilburg an der Lahn wissenschaftlich untätig ausharren, bis ihnen mit der Entlassung die Möglichkeit eines Neuanfangs geboten wurde. Da der ehemalige Ordinarius für Physiologische Chemie, Prof. Dr. Karl Thomas, es ablehnte, in die Sowjetische Besatzungszone zurückzukehren, ließ sich Erich Strack in selbige entlassen. Er kehrte 1948 wieder nach Leipzig zurück, wo er nur Trümmer der alten Institute vorfand und einige seiner früheren Mitarbeiter, wie Horst Frunder (späterer Professor für Physiologische Chemie an der Universität Jena und Gründungsmitglied der „Biochemischen Gesellschaft der DDR“) mit ersten Aufräumarbeiten begonnen hatten.
Strack wurde 1948 zum Ordinarius für Physiologische Chemie und zum Direktor des Physiologisch-Chemischen Instituts berufen und begann sofort mit dessen Neuaufbau und der Reorganisation von Forschung und Lehre. Die Schwierigkeiten waren enorm, denn auch viele staatliche Dienststellen sahen nicht ein, weshalb man angesichts von Zehntausenden Ausgebombten und damit Obdachlosen ausgerechnet einem Institutsneubau zustimmen sollte. Aber es bestand die grundsätzliche Frage, ob man die wiedereröffnete Universität und den Lehrbetrieb wiederaufnehmen wollte oder nicht. Und so gelang es trotzdem, das Institut aufzubauen, die Praktikumsräume und vor allem den Hörsaal wieder in Betrieb zu nehmen, ohne den an eine sinnvolle Lehrtätigkeit nicht zu denken war.
Strack war bis 1962 Direktor des Physiologisch-Chemischen Instituts der Karl-Marx-Universität und kommissarischer Direktor bis 1965. Während dieser Zeit wurden unter seiner Leitung ungezählte Medizinstudenten ausgebildet. Viele von ihnen wurden bekannte Ärzte und eine ganze Reihe ebenfalls Hochschullehrer, die sich seiner dankbar erinnern wie Horst Frunder, Dietrich Mücke, Wolfgang Rotzsch, Harald Aurich, Dietmar Biesold, Wolfgang Kunz, Klaus Beyreiß, Helmut Willgeroth, Fritz Müller, Herbert Theile, Wolf-Diether Wiecorek, Rolf Dargel, Hans-Peter Kleber und Irmgard Lorenz.
Auch nach seiner Emeritierung arbeitete Strack an den Problemen seiner bisherigen Forschungsthemen weiter. So untersuchte er als Leiter eines Forschungsauftrages der Sächsischen Akademie der Wissenschaften zu Leipzig die Wirkungen von Carnitin und seinen Estern auf den physiologischen und pathologischen Stoffwechsel. Noch über zwanzig Jahre lang erschien Strack Tag für Tag, häufig auch an den Wochenenden, im Laboratorium, um zu arbeiten. Es war für alle Jüngeren faszinierend, wie ein Mann, der weit über 80 Jahre alt war, mit Disziplin und der Regelmäßigkeit einer Uhr im Institut erschien, um mit größter Selbstverständlichkeit zu arbeiten und das Institut bis zu seinem Tode am 2. Oktober 1988 häufig als Letzter zu verlassen.
Sein Nachfolger als Institutsdirektor wurde Eberhard Hofmann.
Stracks Leistungen in der Forschung und seine Verdienste um die Ausbildung und Erziehung einer neuen Ärztegeneration erfuhren vielfache Würdigung. 1960 wurde ihm der Nationalpreis der DDR verliehen und 1977 der Vaterländische Verdienstorden. Die medizinischen Fakultäten der Universitäten Leipzig und Rostock verliehen ihm die Ehrendoktorwürde, und der Rektor der Karl-Marx-Universität verlieh ihm die Würde eines Ehrendoktors der Naturwissenschaften. Er wurde 1949 zum ordentlichen Mitglied der Sächsischen Akademie der Wissenschaften zu Leipzig und 1952 zum Mitglied der Deutschen Akademie der Naturforscher Leopoldina gewählt. Die Biochemische Gesellschaft der DDR, an deren Gründung er aktiv beteiligt war, ernannte ihn zu ihrem Ehrenmitglied.
Durch sein jahrzehntelanges Wirken an der Universität Leipzig prägte Strack maßgeblich das Profil der von ihm vertretenen Physiologischen Chemie und das Niveau zahlreicher am Physiologisch-Chemischen Institut ausgebildeter Studenten.
Strack war in zweiter Ehe mit Christa Gaul (* 1918) verheiratet.

## Schriften (Auswahl)
- Strack, E.; Wördehoff, P.; Neubauer, E.; Geissendörfer, H.: Über den Gehalt von Cholin, Acetylcholin und Carnitin im Muskel. Hoppe-Seyler’s Zeitschrift für physiologische Chemie. Band 233 (1935), Seiten 189–203
- Strack, E.; Försterling, K.: Über die biologische Wirkung des Carnitins und Acetylcarnitins. Naunyn-Schmiedeberg’s Archiv für experimentelle Pathologie und Pharmakologie. Band 185 (1937), Seiten 612–621
- Strack, E.; Försterling, K.: Zur Darstellung von Estern des Carnitins und des Crotonsäurebetains. Chemische Berichte 71 (1938), Seiten 1143–1150
- Strack,E.; Försterling, K.: Über die Reizwirkungen von Estern des L-Carnitins auf isolierte Organe. Hoppe-Seyler’s Zeitschrift für physiologische Chemie 295 (1953), Seiten 377–387
- Strack, E., Rotzsch, W.: Wirkungen des Carnitins auf den Stoffwechsel der Ratte. Scandinavian Journal of Clinical and Laboratory Investigation 10 (1957), Seiten 312–314
- Strack, E.; Rotzsch, W.; Lorenz, I.: Die biologische Bedeutung des Carnitins im Tierkörper. Protides of the Biological Fluids (1959), Seiten 235–238
- Erich Strack, G. Woratz, Wolfgang Rotzsch: Wirkungen von Carnitin bei Überfunktion der Schilddrüse. Endokrinologie 38 (1959), Seiten 218–225
- Strack, Erich, Lorenz, Irmgard: Die Darstellung von L-Carnitin und seiner Isomeren. Hoppe-Seyler’s Zeitschrift für physiologische Chemie. Band 318, Heft 1, Seiten 129–137, doi:10.1515/bchm2.1960.318.1.129
- Strack, E.; Dieckhoff, J.; Theile, H.; Rotzsch, W.: Wirkungen von Carnitin auf den physiologischen Gewichtssturz von Frühgeborenen und auf das Wachstum von Säuglingen. Zeitschrift für Kinderheilkunde 84 (1960), Seiten 458–468
- Strack, E.; Fuchs, U.; Rotzsch, W.: Der Einfluß von Carnitin und Thyroxin auf den Mäuse-Ascides-Tumor. Acta biologica et medica germanica 7 (1961), Seiten 563–576
- Lorenz, I.; Steger, E.; Strack, E.: Infrarotspektren aliphatischer Trimethylbetaine. IR-Spektren der optischen Isomeren des Carnitins, ihrer Hydrochloride und der Tetrachloraurate. Journal für praktische Chemie 21 (1963), Seiten 295–313
- Strack, E.; Han, Y. Z.; Aurich, H.; Rotzsch, W.: Die Aktivität der Serumtransaminasen nach Carnitingabe. Hoppe-Seyler’s Zeitschrift für physiologische Chemie 331 (1963), Seiten 33–40
- Strack, E.; Rotzsch, W.: Die Succinatoxidation von Lebermitochondrien unter Carnitin. Acta biologica et medica germanica 11 (1963), Seiten 642–650
- Thomitzek, W.-D.; Strack, E.: Die Wirkung von Palmitoylcarnitin auf Atmung, Glykolyse und Wachstum von Ehrlich-Ascites-Tumorzellen. Naturwissenschaften 52 (1965), Seiten 644–645
- Strack, Erich: Beziehungen zwischen Carnitin und Herz. Zeitschrift für Alternsforschung, Supplement 1 (1971), Seiten 119–126
- Strack, E.; Müller, D.-M.: Zur Bindungsenergie der Estergruppe in O-Acylcarnitinen und in einigen ihrer Carboxylderivate (I). Hoppe-Seyler’s Zeitschrift für physiologische Chemie 352 (1971), Seiten 1014–1018
- Löster, H.; Seim, H.; Strack, E.: Self-decomposition of DL-[methyl-14C]carnitine to labelled β-methylcholine and acetonyltrimethylammonium. Journal of Labelled Compounds and Radiopharmaceuticals 20 (1983), Seiten 1035–1045
- Seim, H.; Schulze, J.; Strack, E.: Catabolic pathways for high-dosed L(−)- or D(+)-carnitine in germ-free rats. Biological Chemistry Hoppe-Seyler 366 (1985), Seiten 1017–1021
- Löster, H.;  Seim, H.; Strack, E.: Radiolysis of D(+)-carnitine by 60Co-y-radiation and formation of L(+)-ß-methylcholine. Journal of Labelled Compounds and Radiopharmaceuticals 23 (1986), Seiten 607–617